# Municipio de Ferguson (Misuri)
El municipio de Ferguson (en inglés: Ferguson Township) es un municipio ubicado en el condado de San Luis en el estado estadounidense de Misuri. En el año 2010 tenía una población de 34923 habitantes y una densidad poblacional de 1.359,81 personas por km².

## Geografía
El municipio de Ferguson se encuentra ubicado en las coordenadas 38°45′53″N 90°17′3″O / 38.76472, -90.28417. Según la Oficina del Censo de los Estados Unidos, el municipio tiene una superficie total de 25.68 km², de la cual 25.68 km² corresponden a tierra firme y (0%) 0 km² es agua.

## Demografía
Según el censo de 2010, había 34923 personas residiendo en el municipio de Ferguson. La densidad de población era de 1.359,81 hab./km². De los 34923 habitantes, el municipio de Ferguson estaba compuesto por el 29.07% blancos, el 67.56% eran afroamericanos, el 0.33% eran amerindios, el 0.48% eran asiáticos, el 0.03% eran isleños del Pacífico, el 0.52% eran de otras razas y el 2.01% pertenecían a dos o más razas. Del total de la población el 1.46% eran hispanos o latinos de cualquier raza.